# Xenobalistes tumidipectoris
Xenobalistes tumidipectoris is een straalvinnige vissensoort uit de familie van de trekkervissen (Balistidae). De wetenschappelijke naam van de soort is voor het eerst geldig gepubliceerd in 1981 door Matsuura.